# Vsévolod Pudovkin
Vsévolod Pudovkin   (Penza, 28 de febrer de 1893 - Jūrmala, 30 de juny de 1953) Vsévolod Ilariónovitx Pudovkin és potser, al costat de Serguei Eisenstein, el més prestigiós dels realitzadors cinematogràfics soviètics.
Deixeble de Lev Kuleixov, Pudovkin debuta com a realitzador amb un curtmetratge còmic i amb un documental, que il·lustra les teories sobre el reflex condicionat.
En 1926, inicia la realització de la seva trilogia, composta per La Mare, adaptació de la homònima novel·la de Maksim Gorki, La fi de Sant Petersburg i Tempesta sobre Àsia.
En 1928, va escriure al costat de Serguei Eisenstein i Grigori Aleksandrov el Manifest del so, on expressaven la seva emoció i preocupació per l'arribada del so a Hollywood.

## Biografia
Vsévolod Pudovkin va néixer a Penza, en una família russa i va ser el tercer de sis fills. A quatre anys la seva família es va mudar a Moscou, el seu pare Ilarion Epifanovitx Pudovkin era fill dels pagesos de la governació de Penza. Va treballar en diverses companyies com a gerent i venedor porta a porta. La mare de Vsèvolod, Elizaveta Aleksandrovna Pudovkina (de soltera Xílkina), era mestressa de casa.
Com a estudiant d'enginyeria a la Universitat de Moscou, Pudovkin va fer el servei actiu durant la Primera Guerra Mundial, sent capturat pels alemanys. Durant aquest temps va estudiar llengües estrangeres i va fer il·lustracions de llibres. Després de la guerra, va abandonar la seva activitat professional i es va unir al món del cinema, primer com a guionista, actor i director d'art, i després com assistent de direcció de Lev Kuleixov.
El seu primer treball notable va ser una comèdia curta Xakhmatnaia goriatxka (1925) codirigida amb Nikolai Xpikovski. José Raúl Capablanca hi va tenir una petita participació, i es van presentar altres camafeos. En 1926 va dirigir la que serà considerada una de les obres mestres de les pel·lícules mudes: La mare, on va desenvolupar diverses teories de muntatge que el farien famós. Totes dues pel·lícules van presentar a l'esposa de Pudovkin, Anna Zemtsova, en les parts femenines principals (ella va deixar el cinema poc després).
El seu primer llargmetratge va ser seguit per La fi de Sant Petersburg (1927) i Tempesta sobre Àsia (també conegut com L'hereu de Genghis Khan), títols que componen una trilogia al servei de la política revolucionària bolxevic.
En 1928, amb l'adveniment de la pel·lícula sonora, Pudovkin, Serguei Eisenstein i Grigori Aleksandrov van signar el Manifest del so, en el qual es debaten les possibilitats del so, i sempre s'entén com un complement de la imatge. Aquesta idea s'aplicaria en les seves següents pel·lícules: Prostoi slootxai (1932) i Dezertir (1933), treballs que no coincideixen amb la qualitat de treballs anteriors. En 1935, va ser guardonat amb l'Orde de Lenin.
Després d'una interrupció causada per problemes de salut, Pudovkin va tornar al cinema, aquesta vegada amb una sèrie d'epopeies històriques: Pobieda (1938); Minin i Pojarski (1939) i Suvórov (1941). Les dues últimes sovint van ser elogiats com algunes de les millors pel·lícules basades en la història russa, juntament amb les obres de Serguei Eisenstein. Pudovkin va rebre un Premi Stalin per ambdues en 1941.
Durant la Segona Guerra Mundial va ser evacuat al Kazakhstan, on va dirigir diverses pel·lícules patriòtiques de guerra. També va jugar un petit paper en la pel·lícula Iván el Terrible (com el ximple de Déu). Amb el final de la guerra, va tornar a Moscou i va continuar el seu treball a l'estudi Mosfilm, fent pel·lícules biogràfiques i de guerra. En 1947 va rebre un altre Premi Stalin pel seu treball a Admiral Najímov, i el 1950 la seva segona Orde de Lenin i un tercer Premi Stalin per Zhukovski. El seu últim treball va ser Vozvraixienie Vasilia Bortnikova (El retorn de Vasili Bórtnikov, 1953).
A més de dirigir, escriure guions i actuar, Pudovkin va ser també educador i periodista, autor de diversos llibres sobre teoria cinematogràfica, professor de l'Institut Gueràssimov de Cinematografia (VGIK), president de la secció de cinema en VOKS (des de 1944) i membre del Comitè de Pau Soviètic.
Vsévolod Pudovkin va morir el 30 de juny de 1953 a Jūrmala, RSS de Letònia (prop de Riga) després d'un atac al cor. Va ser enterrat al cementiri Novodévitxi. Una dels carrers de Moscou porta el nom de Pudovkin.

## Característiques de la seva obra
- Presa de consciència dels seus personatges principals. A La Mare serà una dona proletària, a La fi de Sant Petersburg un jove pagès i a Tempesta sobre Àsia un caçador mongol.
- Alterna, per mitjà de les accions paral·leles, els relats individuals amb els grans temes col·lectius.
- “Guions de ferro”: la complexitat de la construcció dels seus arguments, i la seva posada en escena d'una forma prodigiosa, va ser possible gràcies a l'ús dels “guions de ferro” que Pudovkin preparava minuciosament.
- Per a Pudovkin el muntatge s'establia a priori, és a dir, en el guió escrit, mentre Eisenstein defensarà el muntatge a posteriori, utilitzat per a expressar mitjançant el xoc d'imatges tots els conflictes.
- Ús del muntatge constructiu. Pudovkin està en contra de l'ús del pla general preferint els plans pròxims de detall.

## Filmografia
| Any       | Títol rus                                                  | Títol                                                        | Paper                    | Notes                                            |
| --------- | ---------------------------------------------------------- | ------------------------------------------------------------ | ------------------------ | ------------------------------------------------ |
| 1920      | В дни борьбы                                               | V dni borbi                                                  |                          | Actor                                            |
| 1921      | Серп и молот                                               | Serp i molot                                                 | Andrei                   | guionista; director assistent                    |
| 1921      | Голод... голод... голод...                                 | Gorod... gorod... gorod...                                   |                          | guionista; director assistent                    |
| 1923      | Слесарь и канцлер                                          | Slesar i kantsler                                            |                          | guionista                                        |
| 1924      | Необычайные приключения мистера Веста в стране большевиков | Neobitxainie prikliutxenia mistera Vesta v strane bolxevikov | Xban                     | Director artístic                                |
| 1925      | Луч смерти                                                 | Lutx smerti                                                  | Pare Revo – Cap feixista | guionista; director assistent; Director artístic |
| 1925      | Шахматная горячка                                          | Xakhmatnaia goriatxka                                        |                          | Director (with Nikolai Shpikovsky)               |
| 1926      | Механика головного мозга                                   | Miekhanika golovnogo mozga                                   |                          | Director; guionista                              |
| 1926      | Мать                                                       | La Mare                                                      | Oficial de policia       | Director                                         |
| 1927      | Конец Санкт-Петербурга                                     | La fi de Sant Petersburg                                     | Oficial alemany          | Director                                         |
| 1928      | Потомок Чингиз-Хана                                        | Tempesta sobre Àsia                                          |                          | Director                                         |
| 1929      | Живой труп                                                 | Jivoi trup                                                   | Fíodor Protasov          |                                                  |
| 1929      | Веселая канарейка                                          | Vesiolaia kanareika                                          | Il·lusionista            |                                                  |
| 1929      | Новый Вавилон                                              | Novi Vavilon                                                 | intendent de policia     |                                                  |
| 1932      | Простой случай                                             | Prostoi Slutxai                                              |                          | Director (amb Mikhail Doller)                    |
| 1933      | Дезертир                                                   | Dezertir                                                     |                          | Director                                         |
| 1938      | Победа                                                     | Pobieda                                                      |                          | Director (amb Mikhail Doller)                    |
| 1939      | Минин и Пожарский                                          | Minin i Pozharsky                                            |                          | Director (amb Mikhail Doller)                    |
| 1941      | Суворов                                                    | Suvorov                                                      |                          | Director (amb Mikhail Doller)                    |
| 1941      | Пир в Жирмунке                                             | Pir v Jirmunka                                               |                          | Director (amb Mikhail Doller)                    |
| 1942      | Убийцы выходят на дорогу                                   | Ubitsi vikhodiat na dorogu                                   |                          | Director (amb Iuri Taritx); guionista            |
| 1943      | Во имя Родины                                              | Vo imia Rodini)                                              | General alemany          | Director (amb Dmitri Vasiliev); guionista; actor |
| 1943      | Юный Фриц                                                  | Iuni Frits                                                   | Oficial                  | Curt, actor                                      |
| 1944 1958 | Иван Грозный                                               | Ivan el Terrible                                             | Nikola, pagès            | Actor                                            |
| 1947      | Адмирал Нахимов                                            | Admiral Nakhimov                                             | Príncep Menxikov         | Director                                         |
| 1948      | Три встречи                                                | Tri vstretxi                                                 |                          | Director (segment)                               |
| 1950      | Жуковский                                                  | Jukovski                                                     |                          | Director                                         |
| 1952      | Возвращение Василия Бортникова                             | Vozvraixienie Vasilia Bortnikova                             |                          | Director (amb Dmitri Vasiliev)                   |